# ال‌جی جی‌دبلیو۶۲۰
ال‌جی جی‌دبلیو۶۲۰ (به انگلیسی: LG GW620)، یک‌نمونه از گوشی‌های تلفن همراه سری اروپا جی‌اس‌ام (به انگلیسی: Europe GSM (GW)) شرکت ال‌جی الکترونیکس می‌باشد که توسط همین شرکت به بازار عرضه شده‌است.